# Lisa Leslie
Lisa Deshaun Leslie (Gardena, California, 7 de julio de 1972) es una exjugadora estadounidense de baloncesto que disputó 12 temporadas en la WNBA, todas ellas en Los Angeles Sparks. Con 1,96 metros, jugaba como pívot. 
Ha sido la jugadora femenina de baloncesto más reconocida a nivel mundial y probablemente la mejor de la historia. Fue la primera jugadora que realizó un mate en un partido de la WNBA. Se retiró a finales de 2009 para dedicarse a sus hijos y familia y comenzó a realizar actividades relacionadas con el modelaje.

## Trayectoria

### Instituto
Ya en el instituto destacó por su altura y su habilidad anotadora. Era capaz de dominar completamente los partidos, llegando incluso a anotar un récord de 101 puntos en el descanso de un partido de instituto. Probablemente hubiese roto el récord de Cheryl Miller de 105 puntos en el partido, si el otro equipo no se hubiese retirado en el descanso.

### Universidad
Lisa jugó en el equipo de la Universidad de Southern California, siendo elegida cuatro veces en el quinteto ideal de la conferencia All-Pacific Ten

### WNBA
Tras ganar el torneo olímpico de baloncesto en Atlanta 96, Lisa Leslie fichó por el equipo de Los Angeles Sparks cuando se fundó la WNBA, en 1997. Ya había declarado sus intenciones de hacer un mate en un partido, e intentó hacerlo en el primer partido contra New York Liberty, pero falló. Lideró la liga en rebotes en 1997 (9,5 rpp) y 1998 (10,2 rpp)
En los primeros años de la competición, a finales de los 90', los Sparks llegaban continuamente a la eliminatoria, pero no consiguieron ningún título ante el dominio de las Houston Comets, que se llevaron todos los títulos. Tras ganar el oro en Sídney 2000, Lisa Leslie lideró a los Sparks para ganar la final de la WNBA de 2001, contra Charlotte Sting. Ese año consiguió los premios de MVP de la liga regular, el all-star game y las finales.
El 30 de julio de 2002, contra Miami Sol, se convirtió en la primera jugadora que hizo un mate en la historia de la WNBA.
Se retiró en 2009 tras doce temporadas en la WNBA, promediando 17,3 puntos y 9,1 rebotes en 363 encuentros, siendo tres veces MVP, nueve veces All-Star y dos veces campeona.

### Selección nacional
Ganó cuatro oros olímpicos con Estados Unidos (Atlanta 1996, Sídney 2000, Atenas 2004 y Pekín 2008).
Consiguió un bronce en el Campeonato del Mundo de Australia 1994, y luego dos oros en Alemania 1998 y en China 2002, siendo nombrada MVP, y consiguió batir la marca de 3000 puntos el 22 de julio de 2002.